# Tassilo (Comic)
Tassilo (Percevan) ist eine 1981 begonnene frankobelgische Comicserie.

## Handlung
Ritter Tassilo erlebt mit seinem Begleiter Alwin eine Reihe von gefährlichen Abenteuern in einer Welt voller Sagen und Mythen. 

## Hintergrund
Jean Léturgie schreibt die Fantasyserie und wurde zwischen 1983 und 1995 in sieben Alben von Xavier Fauche unterstützt. Die Zeichnungen stammen von Philippe Luguy.

## Veröffentlichungen
Die Serie erschien zwischen 1981 und 1983 in Gomme. Die Alben wurden von Glénat und Dargaud herausgegeben. Im deutschen Sprachraum veröffentlichte 1987 Ehapa die ersten vier Geschichten und später die ersten elf Episoden. Salleck übernahm 2006 die Veröffentlichung der folgenden Alben und begann 2012 mit der Gesamtausgabe.

## Albenausgaben
- 1982: Die magischen Steine des Ingar[7] (Les trois étoiles d’Ingaar, Gomme, 1981–1982, 46 Seiten)
- 1983: Das Grabmal im Eis (Le tombeau de glaces, Gomme, 1983, 46 Seiten)
- 1984: Das Schwert des Ganael (L’épée de Ganael, 46 Seiten)
- 1985: Die Reise nach Aslor (Le pays d’Aslor, 46 Seiten)
- 1986: Das Geheimnis von El Jerada (Le sablier d’El Jérada, 46 Seiten)
- 1988: Die Schlüssel aus Feuer (Les clefs de feu, 46 Seiten)
- 1992: Die Herren der Hölle (Les seigneurs de l’enfer, 46 Seiten)
- 1995: Die Smaragdtafel (La table d’émeraude, 46 Seiten)
- 1996: Das schwarze Arcanum (L’Arcantane noire, 46 Seiten)
- 1998: Der Meister der Sterne (Le maître des étoiles, 46 Seiten)
- 2001: Die Siegel der Apokalypse (Le sceaux de l’apocalypse, 46 Seiten)
- 2004: Das siebte Siegel (Le septième sceau, 46 Seiten)
- 2010: Das Land ohne Wiederkehr (Les terres sans retour, 46 Seiten)
- 2011: Die Stufen der Eliandysse (Les Marches d’Eliandysse, 46 Seiten)
- 2013: Das achte Reich (Le Huitième Royaume, 46 Seiten)
- 2020: Die Zauberin der tiefen Wasser (La magicienne des eaux profondes)
- 2021: Die Krone der Dämmerung (La Couronne du Crépuscule)